# あいだゆあ
あいだ ゆあ（1984年8月12日 - ）は、日本の元AV女優、元ヌードモデル、元グラビアアイドル。
愛知県出身。ロータス東京所属だった。

## 略歴
- 2003年、グラビアデビュー。
- 2004年1月、『Pichi Pichi』でAVデビュー。マックス・エーとKUKIの専属で[1]、「スレンダーAV女優」とのキャッチフレーズで10本契約の新人として売り出される。
- 2005年5月、セルAV大手のS1に出演を開始。S1からは引退までに総集編を含み33本に出演。また、同じくセル販売のスタイルアートの作品と平行で2006年夏まで月2本前後のリリースペースで精力的に活動していたが、スタイルアートの作品出演終了に伴い月1本前後をリリース。
- 2006年3月20日、2005年度日本アダルト放送大賞(現 スカパー!アダルト放送大賞)の女優大賞を受賞。
- 2007年4月1日、MOODYZの作品に出演開始。引退までに4作品に出演。同年7月12日更新の公式ブログにおいて、AV女優からの引退を発表[2]。
- 2008年に引退。AV引退以降はファイナル写真集の撮りおろしなどヌードモデルとして活動。
- 2008年2月16日、ファイナル写真集「YUA」発売および記念イベントを最後にヌードモデルからも引退。
- アダルトビデオ30周年記念企画（AV30）として2012年1月5日から2月29日まで行われた人気投票で15位に選ばれる[3]。

## 人物
- 趣味は油絵、特技はテニス。
- グラビアアイドルのあいのとわは義妹。
- 初体験は中学3年の時に同じ学年の男性と（ファーストキスも同じ子）した。経験人数は7人でそのうち彼氏は5人で残り2人はナンパだった[4]。

## 作品

### アダルトビデオ
ビデ倫系メーカーはレンタル版の発売日・タイトルを記載
| 発売日         | 作品名                                    | 発売元                                  | 備考                                |
| -------------- | ----------------------------------------- | --------------------------------------- | ----------------------------------- |
| 2004年1月23日  | Pichi Pichi                               | カレン                                  | デビュー作                          |
| 2004年3月26日  | Voyage                                    | サマンサ                                |                                     |
| 2004年2月27日  | Your                                      | TANK                                    |                                     |
| 2004年4月29日  | MINE                                      | TANK                                    |                                     |
| 2004年5月21日  | Praudia                                   | サマンサ                                |                                     |
| 2004年6月25日  | MAXIMUM                                   | TANK                                    | 『MINE』と『LESSON4』のDVD編集      |
| 2004年6月27日  | LESSON 4                                  | TANK                                    |                                     |
| 2004年7月23日  | サマンサ                                  | サマンサ                                | 『Voyage』と『Praudia』のDVD編集    |
| 2004年7月30日  | 曲線美人                                  | サマンサ                                |                                     |
| 2004年7月      | ERO-BODY あいだゆあ                       | サクセス・ビデオ・コミュニティー        |                                     |
| 2004年8月25日  | 発汗                                      | TANK                                    |                                     |
| 2004年9月28日  | 女教師狩り in あいだゆあ                  | サマンサ                                |                                     |
| 2004年10月28日 | 教えてあげる                              | TANK                                    |                                     |
| 2004年10月29日 | KUBIRE                                    | TANK                                    | 『発汗』と『教えてあげる』のDVD編集 |
| 2004年11月28日 | サマンサ Vol.2                            | サマンサ                                | 『曲線美人』のDVD編集               |
| 2004年11月30日 | ようこそMax Cafeへ!                       | サマンサ                                |                                     |
| 2004年12月17日 | MAX-A Anniversary V                       | MAX-A                                   | 総集編                              |
| 2004年12月22日 | DOCTOR                                    | TANK                                    |                                     |
| 2005年1月28日  | if...                                     | サマンサ                                |                                     |
| 2005年2月25日  | KUKI ALL STAR CLIPS                       | KUKI                                    | 総集編                              |
| 2005年2月25日  | POWERS                                    | TANK                                    | 『DOCTOR』と『南極2号』のDVD編集    |
| 2005年2月27日  | 南極2号                                   | TANK                                    |                                     |
| 2005年3月25日  | ナイトYua                                 | サマンサ                                |                                     |
| 2005年4月29日  | Fin. Yua Aida                             | サマンサ                                | 『エンドレス』のDVD編集             |
| 2005年4月29日  | 欲情制服コレクション                      | サマンサ                                |                                     |
| 2005年4月30日  | エンドレス                                | TANK                                    |                                     |
| 2005年4月      | 魅惑のコスチュームプレイ 5                | サクセス・ビデオ・コミュニティー        |                                     |
| 2005年5月21日  | やっぱり女子校生だ! まっくすまっくす4時間 | MAX-A                                   | 総集編                              |
| 2005年5月27日  | History                                   | サマンサ                                | 8作品収録                           |
| 2005年5月28日  | サマンサ Vol.3                            | サマンサ                                | 『ナイトYua』のDVD編集              |
| 2005年6月17日  | あいだゆあSpecial                         | サクセス・ビデオ・コミュニティー        |                                     |
| 2005年7月22日  | 夏だ! 浴衣だ!! まっくすまっくす4時間      | MAX-A                                   | 総集編                              |
| 2005年7月      | 女教師剥ぐ                                | サクセス・ビデオ・コミュニティー        |                                     |
| 2005年8月26日  | KUKI ALL STAR CLIPS volume.2              | KUKI                                    | 総集編                              |
| 2005年9月23日  | プレミアムBEST あいだゆあ                 | Colon                                   | 8作品収録                           |
| 2005年9月24日  | 乳 TANKの天使たち 14                      | TANK                                    | 総集編                              |
| 2005年10月     | 女教師Special あいだゆあ・常盤桜子        | サクセス・ビデオ・コミュニティー(SOPHY) |                                     |

### S1の作品
参考：S1 NO.1 STYLE AV女優情報
| 発売日         | タイトル                                                                  | 備考                             |
| -------------- | ------------------------------------------------------------------------- | -------------------------------- |
| 2005年5月7日   | セル初×ギリモザ ギリギリモザイク                                          | セルデビュー作                   |
| 2005年6月7日   | ギリギリモザイク 6つのコスチュームでパコパコ!                             |                                  |
| 2005年7月7日   | ギリギリモザイク SEX ON THE BEACH ～南の島でパコパコ!                     |                                  |
| 2005年8月7日   | ギリギリモザイク ゆあはエロエロ女子大生♥                                  |                                  |
| 2005年9月7日   | ギリギリモザイク 妄想的特殊浴場 本指名 あいだゆあ                         |                                  |
| 2005年10月7日  | ギリギリモザイク ゆあのネットリ濃厚セックス                               |                                  |
| 2005年11月7日  | ギリギリモザイク ゆあ先生のパコパコ授業                                   |                                  |
| 2005年12月7日  | ギリギリモザイク パコパコ乱交1                                            |                                  |
| 2006年1月7日   | ギリギリモザイク ゆあとのパコパコ新婚生活♥                                |                                  |
| 2006年2月7日   | ギリギリモザイク ギリギリモザイク6本番                                    |                                  |
| 2006年3月7日   | ギリギリモザイク イヤラしい痴女1                                          |                                  |
| 2006年4月7日   | ギリギリモザイク エロい女の絶叫FUCK                                       |                                  |
| 2006年5月7日   | ギリギリモザイク ゆあとの共同生活は24時間セックスざんまい!                |                                  |
| 2006年6月7日   | ギリギリモザイク 無限バコバコ3                                            |                                  |
| 2006年7月7日   | ギリギリモザイク 誘惑エロティックFUCK                                     |                                  |
| 2006年8月7日   | ギリギリモザイク ゆあのセックスじっくり見せてあげる                       |                                  |
| 2006年8月7日   | ハイパーギリギリモザイク                                                  | 他のAV女優出演作を含む総集編     |
| 2006年9月7日   | ギリギリモザイク むにゅパイズリ1                                          |                                  |
| 2006年10月7日  | ギリギリモザイク 淫らな肉体3                                              |                                  |
| 2006年10月7日  | S1ドリームコレクション スーパーS級アイドル4時間!1                         | 他のAV女優出演作を含む総集編     |
| 2006年11月7日  | ギリギリモザイク 激烈ピストン                                             |                                  |
| 2006年12月7日  | ギリギリモザイク 水着でパコパコしよっ♥                                    |                                  |
| 2006年12月19日 | あいだゆあ×ギリギリモザイク COLLECTION1                                   | あいだゆあ出演作品のみの総集編   |
| 2007年1月7日   | ハイパー×ギリギリモザイク ハイパーギリギリモザイク                        |                                  |
| 2007年2月7日   | ギリギリモザイク パコパコ航空 CA あいだゆあ                               |                                  |
| 2007年2月19日  | S1ドリームコレクション2周年記念スペシャルVer. スーパーS級アイドル8時間！  | 他のAV女優出演作を含む総集編     |
| 2007年5月7日   | S1ガールズコレクション ハイパーギリギリモザイク4時間！                    | 他のAV女優出演作を含む総集編     |
| 2007年7月7日   | ギリギリモザイク 絶叫！ビッグマグナムFUCK                                 |                                  |
| 2007年8月7日   | ハイパー×ギリギリモザイク ハイパーギリギリモザイク特別編 限界まで連続FUCK |                                  |
| 2007年8月19日  | S1ドリームコレクション スーパーS級アイドル4時間！2                        | 他のAV女優出演作を含む総集編     |
| 2008年2月7日   | S1 GIRLS COLLECTION ハイパーギリギリモザイク8時間                         | あいだゆあのS1での全作品の総集編 |
| 2010年10月7日  | あいだゆあ エスワン12時間コンプリートベスト                               | あいだゆあのS1での全作品の総集編 |
| 2012年3月19日  | あいだゆあ 騎乗位ハメ狂い4時間                                            | 騎乗位総集編                     |

### スタイルアートの作品
| 発売日         | タイトル                              | 備考    |
| -------------- | ------------------------------------- | ------- |
| 2005年5月19日  | あいだゆあ 極小モザイクはじめました。 |         |
| 2005年5月19日  | デビュー 未満                         |         |
| 2005年6月19日  | あいだゆあのコスプレしちゃった!!      |         |
| 2005年7月19日  | PUSSY & HIP                           |         |
| 2005年8月19日  | アイダユア                            |         |
| 2005年9月19日  | WET & PUSSY                           |         |
| 2005年10月19日 | Beauty line                           |         |
| 2005年11月19日 | sexual yoga                           |         |
| 2005年12月19日 | 美しい女のエロイ言葉と痴女プレイ      | SAP-016 |
| 2006年1月19日  | erosty eyes                           |         |
| 2006年2月19日  | if ～もしもアナタのゆあだったら～     |         |
| 2006年3月19日  | Feeling Ecstasy                       |         |
| 2006年4月19日  | あいだゆあBEST                        | 総集編  |
| 2008年4月19日  | 私の本気汁オナニー見てイッて! 4時間   | 総集編  |

### MOODYZ
参考：MOODYZ女優情報
| 発売日        | タイトル                        | 備考   |
| ------------- | ------------------------------- | ------ |
| 2007年4月1日  | ハイパーデジタルモザイクVol.055 |        |
| 2007年5月1日  | 超絶品ボディ                    |        |
| 2007年6月1日  | 激ピストンSPECIAL               |        |
| 2007年7月1日  | 女教師 レイプ 輪姦              |        |
| 2008年1月13日 | あいだゆあBEST4時間             | 総集編 |
| 2012年11月1日 | あいだゆあ 全部のせ 8時間       | 総集編 |

### アイデアポケット
| 発売日       | タイトル        | 備考 |
| ------------ | --------------- | ---- |
| 2007年3月1日 | DIGITAL CHANNEL |      |

### イメージビデオ
| 発売日                             | 作品名                               | 発売元              | 備考                                                        |
| ---------------------------------- | ------------------------------------ | ------------------- | ----------------------------------------------------------- |
| VHS：2003年12月17日 DVD：2004年1月 | BLUE                                 | バウハウス          |                                                             |
| 2004年5月25日                      | 裸体                                 | Believe(シャッフル) |                                                             |
| 2005年3月30日                      | 真裸                                 | Believe(シャッフル) | 18禁指定                                                    |
| 2005年7月11日                      | キレイナセックス                     | コンセント          |                                                             |
| 2005年09月22日                     | YUA BODY                             | TAO                 |                                                             |
| 2005年12月9日                      | Perfection                           | バウハウス          |                                                             |
| 2006年7月13日                      | 増刊DVD あいだゆあ                   | コンセント          |                                                             |
| 2006年10月25日                     | 裸体 evolution                       | Believe(シャッフル) |                                                             |
| 2007年11月13日                     | ETERNAL〜これが最後のDVD〜あいだゆあ | TAO                 | 全メーカーを通じて最後の映像作品 （総集編や再編集版を除く） |

### ゲーム
| 発売日         | 作品名                                                      | 機種      | 発売元                                 |
| -------------- | ----------------------------------------------------------- | --------- | -------------------------------------- |
| 2005年9月16日  | アイドルと野球拳                                            | PSP       | ゲベット                               |
| 2006年12月14日 | オールスター野球拳                                          | UMD Video | グラスワンソフトウェア GBTピクチャーズ |
| 2007年2月22日  | 恋愛アドベンチャー LOVE×2 KISS ゆあとみひろとどきどきデート | UMD Video | グラスワンソフトウェア GBTピクチャーズ |

## 書籍

### 写真集、ムック本
- Blue（2004年2月6日、バウハウス、撮影：倉繁利） ISBN 4-8946-1964-4
- Tide（2004年12月30日、双葉社、撮影：藤代冥砂） ISBN 4-5752-9774-7
- KARAMI 28 あいだゆあ（2005年7月10日、三和出版、撮影：郡司大地） ISBN 4-7769-0089-0
- LOVEx（ラブラブ） #11 あいだゆあ（2005年9月29日、バウハウス、撮影：上池巌） ISBN 4-7788-0033-8
- UTOPIA（2006年5月25日、彩文館出版、撮影：上野勇） ISBN 4-7756-0128-8
- YUA（2008年2月16日、晋遊舎、撮影：リウミセキ） ISBN 4-88380-725-8